# データレイク
データレイク (Data lake) は構造化/非構造化データやバイナリ等のファイル含めたデータを一元的に格納するデータリポジトリ。一般的に、データレイクはレポート、可視化、分析、機械学習に利用されるエンタープライズのデータのコピーや返還後のデータを一カ所に集約する。データレイクはリレーショナルデータベースの構造化データ（列と行）や、半構造化データ（CSV、ログ、XML、JSON）、非構造化データ（Eメール、ドキュメント、PDF）、バイナリデータ（画像、音声、映像）を含めることができる。
適切に管理されておらず、ユーザが意図するデータへのアクセシビリティが低く、小さな価値しか提供できない低品質のデータレイクはデータの沼と表現される。

## 背景
Pentaho のCTOであるJames Dixonが、データマートと対比してこの概念を提唱したと主張している。彼はデータマートにおけるデータのサイロ化などの問題点を指摘し、データレイクの必要性を説いている。PWCコンサルティングは"データレイクはデータのサイロ化の対策となりえる"と発言している。